# Kanae Hisami
Kanae Hisami (久見 香奈恵?, Hisami Kanae; Kyoto, 12 ottobre 1987) è un'ex tennista giapponese.

## Circuito WTA 125

### Doppio

#### Vittorie (1)
| N. | Data             | Torneo                         | Superficie    | Compagna        | Avversarie in finale            | Punteggio |
| 1. | 22 novembre 2015 | OEC Taipei Ladies Open, Taipei | Sintetico (i) | Kotomi Takahata | Marina Mel'nikova Elise Mertens | 6-1, 6-2  |